# مايكل جونسون (موسيقي أمريكي)
ميخائيل جونسون (بالإنجليزية: Michael Johnson)‏ هو موسيقي ومغني وطبال أمريكي، ولد في 30 يوليو 1982.